# Antha
Antha là một chi bướm đêm thuộc họ Noctuidae.

## Các loài
- Antha grata (Butler, 1881)
- Antha rotunda (Hampson, 1895)